# SOHO (космический аппарат)
SOHO (англ. Solar and Heliospheric Observatory, код обсерватории «249») — космический аппарат для наблюдения за Солнцем. Совместный проект ЕКА и НАСА. Был запущен 2 декабря 1995 года, выведен в точку Лагранжа L1 системы Земля—Солнце и приступил к работе в мае 1996 года.

## Параметры
Имеет на борту 12 инструментов, позволяющих получать изображения и/или измерять потоки излучения Солнца:
- CDS (Coronal Diagnostics Spectrometer, спектрометр для корональной диагностики);
- CELIAS (Charge, Element, and Isotope Analysis System, система анализа зарядов, элементов и изотопов);
- COSTEP (Comprehensive Suprathermal and Energetic Particle Analyzer, анализатор горячих и энергичных частиц);
- EIT (Extreme ultraviolet Imaging Telescope, ультрафиолетовый телескоп);
- ERNE (Energetic and Relativistic Nuclei and Electron experiment, экспериментальное наблюдение релятивистских ядер и электронов);
- GOLF (Global Oscillations at Low Frequencies, для наблюдения низкочастотных глобальных колебаний Солнца);
- LASCO[англ.] (Large Angle and Spectrometric Coronagraph, широкоугольный спектрометрический коронограф). Содержит в себе три коронографа: C1, C2, C3. Выбросы корональной массы наблюдаются на этом инструменте. Также на его снимках открыто множество околосолнечных комет);
- MDI/SOI (Michelson Doppler Imager/Solar Oscillations Investigation, измеритель доплеровского смещения. Этот инструмент получает карты магнитного поля Солнца и скоростей вещества на высоте формирования линии наблюдений);
- SUMER (Solar Ultraviolet Measurements of Emitted Radiation, инструмент для измерения потоков ультрафиолетового излучения);
- SWAN (Solar Wind Anisotropies, измеритель анизотропии солнечного ветра);
- UVCS (Ultraviolet Coronagraph Spectrometer, ультрафиолетовый спектрометр);
- VIRGO (Variability of Solar Irradiance and Gravity Oscillations, инструмент для исследований солнечной постоянной и гравитационных колебаний)[2].

## Результаты
Основной задачей аппарата является изучение Солнца. Приборы аппарата в автоматическом режиме собирают информацию о состоянии солнечной атмосферы, глубинных слоях Солнца, солнечном ветре и об активности солнечной короны.
Несмотря на основную задачу аппарата по изучению Солнца, благодаря анализу сделанных и переданных на Землю снимков было открыто большое количество околосолнечных комет (в основном астрономами-любителями). Снимки, сделанные космическим аппаратом, доступны всем желающим через Интернет.
На декабрь 2010 года обсерваторией обнаружено 2000 комет.
27 марта 2024 была обнаружена 5000-я комета

На октябрь 2020 года аппарат был всё ещё работоспособен. Его миссия продлена до конца 2022 года и, вполне возможно, будет продлена и до 2025 года.